# Környe
Környe je obec v severním Maďarsku v okrese Tatabánya, v župě Komárom-Esztergom. První zmínka o obci pochází z roku 1238, kdy se nazývala Kernye. Dnes zde žije 4 466 obyvatel. Obec se rozkládá na ploše 45,35 km². K obci se také přiřazuje menší osada nedaleko, Környebánya, a osady Nagytagyospuszta a Szentgyörgypuszta. Je zde románský katolický kostel.

## Doprava a průmysl
Obec leží v blízkosti dálnice M1 (E75) a na železniční trati Tatabánya - Oroszlány. 
Sídlí zde podnik na zpracování mědi, jihokorejská firma Volta Energy Solutions Hungary Kft. , který dodává měděné fólie pro výrobu baterií do elektromobilů.